# Articoli della Capitolazione di Montréal

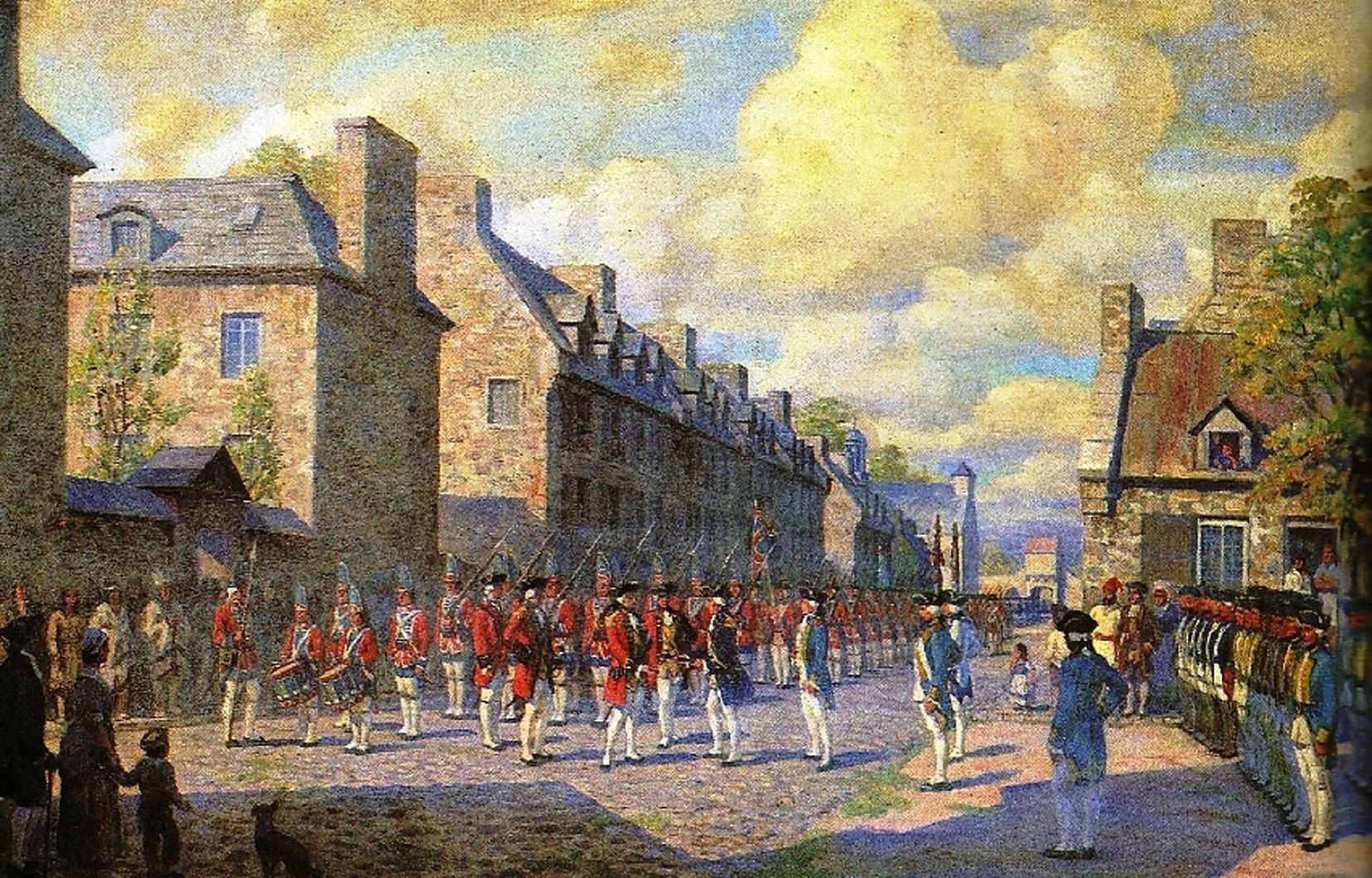
La resa di Montreal nel 1760.

Gli Articoli della Capitolazione di Montréal furono concordati tra il Governatore generale della Nuova Francia, Pierre François de Rigaud, marchese de Vaudreuil-Cavagnal e il Maggiore generale Jeffery Amherst per conto delle corone francese e britannica. Furono firmati l'8 settembre 1760 nel campo britannico prima della città di Montréal, durante la guerra franco-indiana.
Vi erano 55 articoli, tra cui una vasta gamma di richieste in merito alla protezione degli abitanti della Nuova Francia: i francesi, i canadesi, gli 
acadiani e i sauvage (indiani). De Vaudreuil chiese che a tutti fossero concessi i diritti e i privilegi degli altri soggetti britannici. Questi consistevano in un'amnistia per i miliziani canadesi che avevano combattuto per i francesi, il libero esercizio della fede cattolica romana, la continuazione della proprietà dei neri e degli indigeni schiavi da parte dei loro padroni francesi e canadesi, la continuazione dei diritti e dei privilegi dei clero e dei signori e la garanzia dei diritti dei popoli indigeni sotto il regime francese. La maggior parte di questi fu concessa dall'esercito britannico ad eccezione di quelli con riferimento agli acadiani.
Sebbene gli articoli siano stati redatti senza la partecipazione delle Prime Nazioni, l’articolo 40 del trattato ne riconosceva la sovranità e l’autonomia, promettendo di difendere il loro diritto alle terre e alla religione, ed evitando punizioni per aver combattuto al fianco dei francesi.